# Emanuel Olde
Emanuel Matthias Olde, född den 8 september 1802 i Stockholm, död den 2 augusti 1885 vid Ängelholm, var en svensk lingvist och litteraturvetare, morfar till Emanuel Walberg.
Emanuel Olde var son till assessor Johan Olde och Elisabet Ehinger. Olde blev student vid Uppsala universitet 1818, filosofie magister 1830 och extra ordinarie amanuens vid universitetsbiblioteket 1831. Efter en utländsk studieresa blev han 1833 lärare i moderna språk vid Nya Elementarskolan i Stockholm, en tjänst som han innehade till 1846, då han utnämndes till extra ordinarie adjunkt i franska och engelska vid Uppsala universitet. 1850 erhöll han professors titel och var 1860–1876 professor norbergianus i nyeuropeisk lingvistik och modern litteraturvetenskap vid Lunds universitet.
Olde var huvudsakligast känd som framstående läroboksförfattare. Av hans arbeten kan nämnas Öfversigt af det iranska språkets formlära (1833; 3:e upplagan 1857), Engelsk pronociationslära (1840; 8:e upplagan 1889), Fransk språklära (1843; 9:e uppl. 1878; fullständigt omarbetad av Gotthard Gullberg och Enzio Edström 1892, ny upplaga 1894), Franska läs- och skriföfningar (1846; 9:e upplagan 1883), vilka användes i över 50 år i de svenska läroverken. Olde skrev dessutom recensioner i "Frey", program samt arbetet "Om de skandinaviska runornas omedelbara ursprung från det äldsta feniciska alfabetet" (1871).
Olde undervisade de blivande svenska drottningarna Lovisa och Sofia i svenska språket före deras respektive giftermål. Han är begravd på Östra kyrkogården i Lund.